# Yūsaku Yara
Yūsaku Yara (屋良 有作 Yara Yūsaku?,  nacido el 15 de marzo de 1948) es un actor de voz japonés que actualmente está afiliado con Vi-Vo. Yūsaku Yara es originario de Tokio. 

## Papeles importantes

### TV anime
- Chibi Maruko-chan (Hiroshi Sakura)
- Kiteretsu Daihyakka (Kiteretsu Kite and Eitarō Kite)
- Dr. Slump (Remake) (Senbei Norimaki)
- Sally, la bruja (Papa de Sally)
- Kenja no Mago (Merlin Walford)[1]
- LUNAR: Silver Star Story (Ramus Farmain & Hakuryuu Fydie (White Dragon Quark))
- Ray the Animation (Director Sawa)
- Saint Seiya (Aioros de Sagitario y Thor de Phecda Gamma)
- Shingeki no Kyojin 3 (Rod Reiss)
- Transformers: Zone (Dai Atlas)
- Tatakae!! Ramenman (Dokuroken Gundam)
- Ginga: Nagareboshi Gin (Great)
- Bonobono (Araiguma-kun)

### OVA
- Baoh (Walken)